# Alex Holzwarth
Alex Holzwarth (Landshut, Alemania, 4 de octubre de 1968) es un músico alemán, cofundador de la banda Sieges Even y ex baterista de Rhapsody of Fire.

## Biografía
Estudió en escuelas de Múnich y Fráncfort, también en Alemania, de donde se graduó en 1987 con un diploma de escuela secundaria. Cuando tenía tan sólo 10 años comenzó a tocar batería. El primer instrumento que compró fue una batería Troyan, con platillos marca Paiste, y el primer profesor que tuvo se llamó Seppl Niemeyer, con quien tuvo su primera experiencia con doble bombo.
Alex Holzwarth está casado, tiene dos hijos y se dedica a ser profesor de batería. Es hermano del bajista Oliver Holzwarth y son compañeros dentro de Rhapsody of Fire, dado que Oliver entró a la banda en el año 2011 para sustituir al bajista anterior, Patrice Guers.
Antes de unirse a Rhapsody of Fire, Alex formó parte de Angra, donde participó en la grabación del álbum Angels Cry, además de ser baterista en grupos como Paradox, Sieges Even y Looking Glass Self. 
También tocó en algunos directos con Blind Guardian cuando el batería de dicha banda tuvo una lesión en 2002-2003.
Holzwarth se unió a Rhapsody of Fire para cubrir el puesto dejado por Daniele Carbonera y participar en la gira que hacían en el 2000. Actualmente no continúa con Rhapsody of Fire, puesto que el 9 de octubre de 2016 anunció su salida, pocos meses después de la salida del vocalista Fabio Lione. También grabó un disco con LT Rhapsody nueva banda de Luca turilli y tocó con ellos en el 2011-2012
Además se ha unido a Tobias Sammet y su proyecto Avantasia, junto con otros grandes del metal, como baterista.
En el 2011 lanza el EP The Mirror of Silence con la banda del compositor y productor Adrian Benegas llamada Pergana. 
En 2017. forma parte del grupo TRAGUL, un proyecto de power metal sinfónico creado por Adrian Benegas. Los músicos invitados incluyen a Zuberoa Aznárez (Diabulus in Musica) en voces, Steve Conley (Flotsam and Jetsam) en guitarras, Sander Zoer (Delain) y Alex Holzwarth (Rhapsody of Fire) en la batería y Oliver Holzwarth (Blind Guardian, Tarja Turunen) en bajo. Desde junio de 2017, Tragul ha lanzado 11 sencillos.
En 2019, colaboraría nuevamente con Adrian Benegas, grabando batería para la canción 5 "Inferno" de su disco debut d power metal llamado The Revenant en 2019. En dicho material, también forma parte Oliver Holzwarth, hermano de Alex.
En el 2017 participa de la reunión de Rhapsody en conmemoración de los 20 años del lanzamiento de "Legendary Tales", titulando la gira "20th Anniversary Farewell Tour", recorriendo países como Argentina, Chile, Brasil, México, Colombia, Italia, Suecia, Bélgica, Finlandia, Israel, Portugal y España. Junto a Fabio Lione, Luca Turilli, Patrice Guers y Dominique Leurquin.
En diciembre de 2018, después de la gira reunión de Rhapsody "20 Anniversary Farewell", forma parte del nuevo grupo liderado por Luca Turilli y Fabio Lione llamado Turilli/Lione Rhapsody.

## Discografía
| - 2000 - Avantasia (Single) - 2001 - The Metal Opera - 2002 - The Metal Opera Pt. II - 2000 - Equinox (Demo) - 2012 - Dark Fate of Atlantis (Single) - 2000 - Collision Course - 2010 - Frozen Heart (Single) - 2011 - The Mirror of Silence (EP) - 2004 - The Dark Secret (EP) - 2004 - Symphony of Enchanted Lands II - The Dark Secret - 2005 - The Magic of the Wizard's Dream (Single) - 2006 - Live in Canada 2005 - The Dark Secret (disco en vivo) - 2006 - A New Saga Begins (Single) - 2006 - Triumph or Agony - 2007 - Demons, Dragons and Warriors (Split) - 2007 - Visions from the Enchanted Lands (Video) - 2010 - The Frozen Tears of Angels - 2010 - The Cold Embrace of Fear: A Dark Romantic Symphony (EP) - 2011 - Aeons of Raging Darkness (Single) - 2011 - From Chaos to Eternity - 2013 - Live: From Chaos to Eternity (Live album) - 2013 - Dark Wings of Steel - 2014 - Live in Atlanta (disco en vivo) - 2015 - Shining Star (Single) - 2016 - Into the Legend | - 2016 - Mirrorworld - 2017 - Magic - 1986 - Demo '86 (Demo) - 1987 - Bootleg Kassette (Demo) - 1988 - Repression and Resistance (Demo) - 1988 - Lifecycle - 1990 - Napalm vs. Sieges Even (Split) - 1990 - Steps - 1991 - A Sense of Change - 1995 - Sophisticated - 1997 - Uneven - 2005 - The Art of Navigating by the Stars - 2007 - Paramount - 2008 - Playgrounds (disco en vivo) - 2003 - Footprints of Angels (Demo) - 2016 - Samhain Midnight (EP) The Singles 2017 - Bennu - The Message - Into The Heat of The Sun - The Tree Of Life The Singles 2018 - Before I Say Goodbye - My Last Words - Inside The Mirror - 2004 - Star Tales - 2006 - Ocean Dynamics - 2010 - Winds of the Sun (EP) - 2013 - Enshrined in My Memory (Single) - 2013 - A World Without Us (Single) |

## Colaboraciones
- Angra - Angels Cry (1993) Batería
- Avantasia - Angel of Babylon (2010) Batería (temas 1, 2, 3 y 11)
- Avantasia - The Wicked Symphony (2010) Batería (temas 3, 8 y 10)
- Blind Guardian - Live (disco en vivo) (2003) Batería
- Hexfire - The Fire of Redemption (2011) Batería (tema 9)
- Luca Turilli's Rhapsody - Ascending to Infinity (2012) Batería
- Marius Danielsen's Legend of Valley Doom - Marius Danielsen's Legend of Valley Doom Part 1 (2015) Batería
- Pergana - The Visit (EP) (2015) Batería (tema 4)
- Timo Tolkki's Avalon - The Land of New Hope (2013) Batería
- Wolfpakk - Wolves Reign (2017) Batería (tema 8)
- Adrian Benegas - The Revenant (2019) Batería (tema 5)